# Biedronka mączniakówka
Biedronka mączniakówka, kroszela, biedronka dwudziestodwukropka  (Psyllobora vigintiduopunctata, syn. Thea vigintiduopunctata) – gatunek owada z rodziny biedronkowatych z rzędu chrząszczy.

## Wygląd

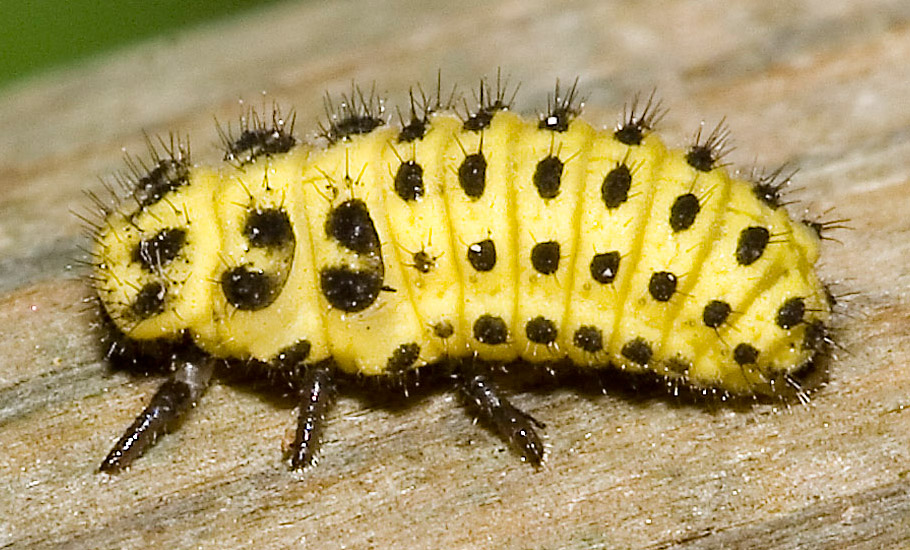
Larwa biedronki mączniakówki

Osiąga 3-4 mm długości. Pokrywy skrzydłowe barwy jasnożółtej pokryte 22 czarnymi plamkami po 11 na każdej z nich. Spód ciała ma czarny. Ubarwienie larw również jest żółte.

## Odżywianie
Większość biedronek, np. siedmiokropka to drapieżniki. Mączniakówka to wyjątek – żywi się pleśnią z rodziny mączniaków – w stadium larwalnym i jako owad dorosły. Jest w pewnym sensie pożyteczna, bo zjadając mączniaki chroni rośliny. Potrafi jednak przenosić na sobie zarodniki grzyba, rozprzestrzeniając go, przez co jest często postrzegana za szkodnika.

## Występowanie
Gatunek występuje w całej Europie oraz w umiarkowanej strefie w Azji. W Polsce bardzo pospolity.